# プラトー基地

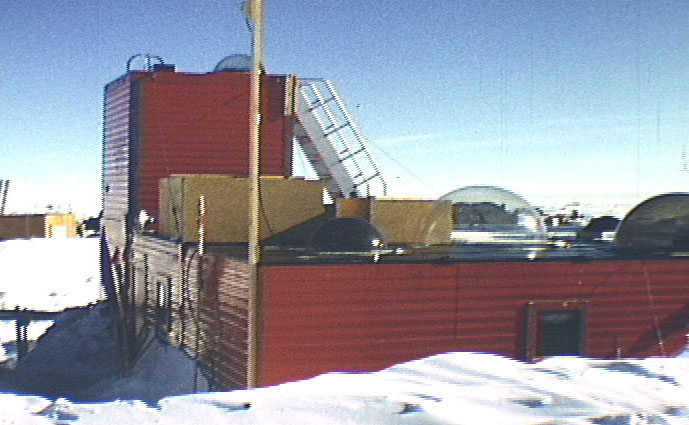
1968年のプラトー基地の様子

プラトー基地（プラトーきち、Plateau station）は現在使用されていない、アメリカ合衆国の南極観測基地である。南極の南極高原中央に位置し、学術調査およびドロンニング・モード・ランドの中継基地として使用された。基地の位置は南緯79度15分 東経40度30分 / 南緯79.250度 東経40.500度、標高3,624メートルである。ドームふじ基地よりも約220km南極点寄りに位置する。

## 概要
基地は1965年12月13日に設置され、最初の観測隊(SPQML II)が基地に到着したのは1966年の初頭であった。基地は1969年1月29日に閉鎖されるまで継続的に使用されたが、その後も将来使用するための予備基地とされ、またそこは他の米国のどの基地からも遠隔地にあり最も低温な所であった。またこの基地は1968年7月に当時としては世界で最も低い月平均気温−73.2℃を記録した場所でもあった（その後ボストーク基地により1978年7月に−73.5℃、1983年8月に−73.8℃、さらに1987年8月に−75.4℃と更新される）。さらに観測期間は短いものの観測期間中の年平均気温−56.4℃は、ボストーク基地の−55.3℃をもやや下回るものである。
観測基地はアメリカ国立科学財団南極観測プログラムおよびアメリカ海軍により運営され、人員が派遣された。あらかじめ人選された4人の科学者および4人の海軍軍人が基地において海軍軍医の指揮の下、継続的に任務についた。

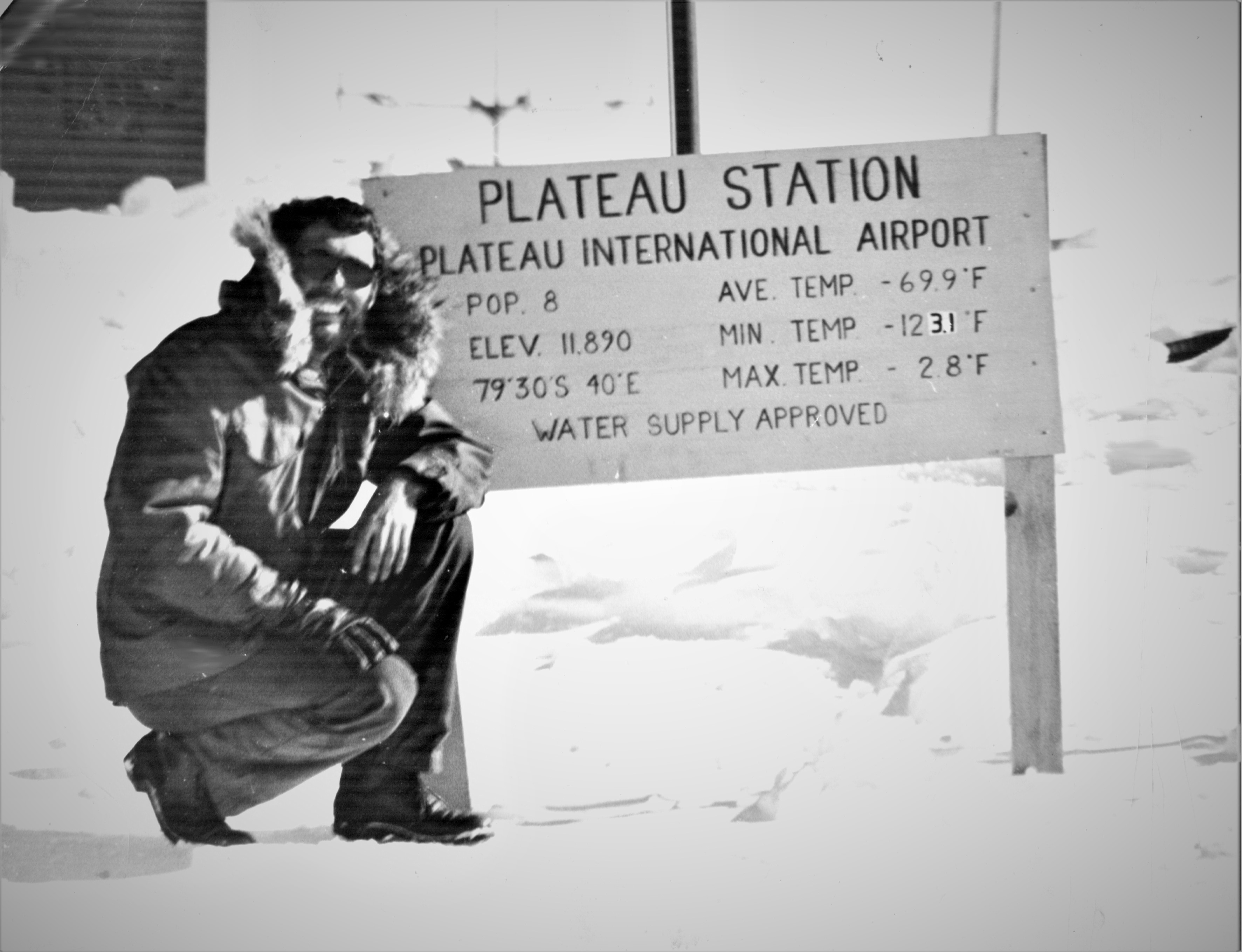
プラトー基地の緯度・経度・標高と、観測史上最高気温・観測史上最低気温・平均気温（1968年12月時点）が記された看板

1995年にドームふじ基地が設置されるまでは、この基地の標高3,624メートルは南極最高所の基地であった。この高い標高の効果により極循環は4000メートルを超え、高所の研究に有用な基地となっている。観測期間中にボストーク基地のような最低気温の記録−89.2℃に達することはなかったが1968年7月20日には−86.2℃を記録し、平均気温は一貫してボストーク基地より低かった。
基地の建物は、前もって作製した部品がスキー式降着装置を装備したC-130航空機により空輸され、組み立てられた。中心となる建物は8×25メートルの4個の部品により造られ、より小さなJamesway社製部品は300メートル離れた場所で組み立てられた。2つの75 kwのディーゼル発電機が主にエネルギーを供給し、補助的な発電機が非常用に設置された。また空輸のために3,500メートルの滑走路（雪面）が建設された。南極の氷雪上に発生する逆転層を観測するため、様々な高度の位置に観測機器を備えた32メートルの気象観測塔が立てられた。
基地の本来の目的の一つは、南半球の夏季の高所における澄んだ空気による、影響の少ない太陽の観測であった。しかし、基地は異常な気象現象を観測する比類のない機会をもたらすことが判った。
氷床コアも採取されたが、付随的なものであった。1966年10月29日に基地居住者らは1センチメートルの高度低下をもたらす激しい雪震 (snowquake)を体験した。これは明らかに表面下の霜の結晶が原因であった。
基地の隊員は冷静な判断のできる者が人選され、任務に就いたが、就業中の人員の医学的あるいは精神的な変化も調査された。無菌の環境中における免疫的な刺激の減少の結果、白血球数の減少が見出された。
2007年12月22日にノルウェー-アメリカ合同南極学術調査隊が基地を訪れ建物に入り、基地の建物がほとんど無傷であることが判った。